# Čičarovce
Čičarovce (ungarisch Csicser) ist eine Gemeinde im Osten der Slowakei mit 928 Einwohnern (Stand 31. Dezember 2024), die zum Okres Michalovce, einem Teil des Košický kraj, gehört und in der traditionellen Landschaft Zemplín liegt.

## Geographie
Die Gemeinde befindet sich im Ostteil des Ostslowakischen Tieflands, nahe der Grenze zur Ukraine, am alten Flussdeich der Latorica. Das Ortszentrum liegt auf einer Höhe von 101 m n.m. und ist fünf Kilometer von Veľké Kapušany sowie 31 Kilometer von Michalovce entfernt.
Nachbargemeinden sind Krišovská Liesková im Norden, Veľké Kapušany im Nordosten und Osten, Leles und Poľany im Süden, Beša im Westen und Vojany im Nordwesten.

## Geschichte
Čičarovce wurde zum ersten Mal 1263 als Checher schriftlich erwähnt. Bis 1458 wurde im Ort eine Maut erhoben. Später war Čičarovce Sitz eines Herrschaftsgebiets, das neben dem Ort selbst auch die Orte Vojany, Ižkovce und Beša umfasste. Zwischen dem 15. und dem 19. Jahrhundert gehörte ein Teil der Grundstücke unter anderem der Familie Oroszi, im 19. Jahrhundert besaß die Familie Csicsery Ortsgüter. 1828 zählte man 168 Häuser und 1.275 Einwohner, die als Hirten und Landwirte beschäftigt waren.
Bis 1918/1919 gehörte der im Komitat Ung liegende Ort zum Königreich Ungarn und kam danach zur Tschechoslowakei beziehungsweise heute Slowakei. Auf Grund des Ersten Wiener Schiedsspruchs war er 1938–1944 noch einmal Teil Ungarns.

## Bevölkerung
| Jahr                | 1994 | 2004     | 2014    | 2024    |
| ------------------- | ---- | -------- | ------- | ------- |
| Anzahl der Personen | 732  | 852      | 901     | 928     |
| Unterschied         |      | +16,39 % | +5,75 % | +2,99 % |

| Jahr                | 2023 | 2024    |
| ------------------- | ---- | ------- |
| Anzahl der Personen | 930  | 928     |
| Unterschied         |      | −0,21 % |

Nach der Volkszählung 2011 wohnten in Čičarovce 891 Einwohner, davon 827 Magyaren, 53 Slowaken, sechs Roma und ein Tscheche. Vier Einwohner machten keine Angabe zur Ethnie.
351 Einwohner bekannten sich zur reformierten Kirche, 290 Einwohner zur römisch-katholischen Kirche, 216 Einwohner zur griechisch-katholischen Kirche und zwei Einwohner zur altkatholischen Kirche. 23 Einwohner waren konfessionslos und bei neun Einwohnern wurde die Konfession nicht ermittelt.

## Bauwerke
- reformierte Toleranzkirche aus dem Ende des 19. Jahrhunderts, die auf dem Grundriss einer älteren Kirche erbaut wurde
- römisch-katholische Kirche aus dem Jahr 1802
- griechisch-katholische Kirche aus dem Anfang des 19. Jahrhunderts
- Landsitz im klassizistischen Stil aus dem ersten Drittel des 19. Jahrhunderts